# Guido Peters

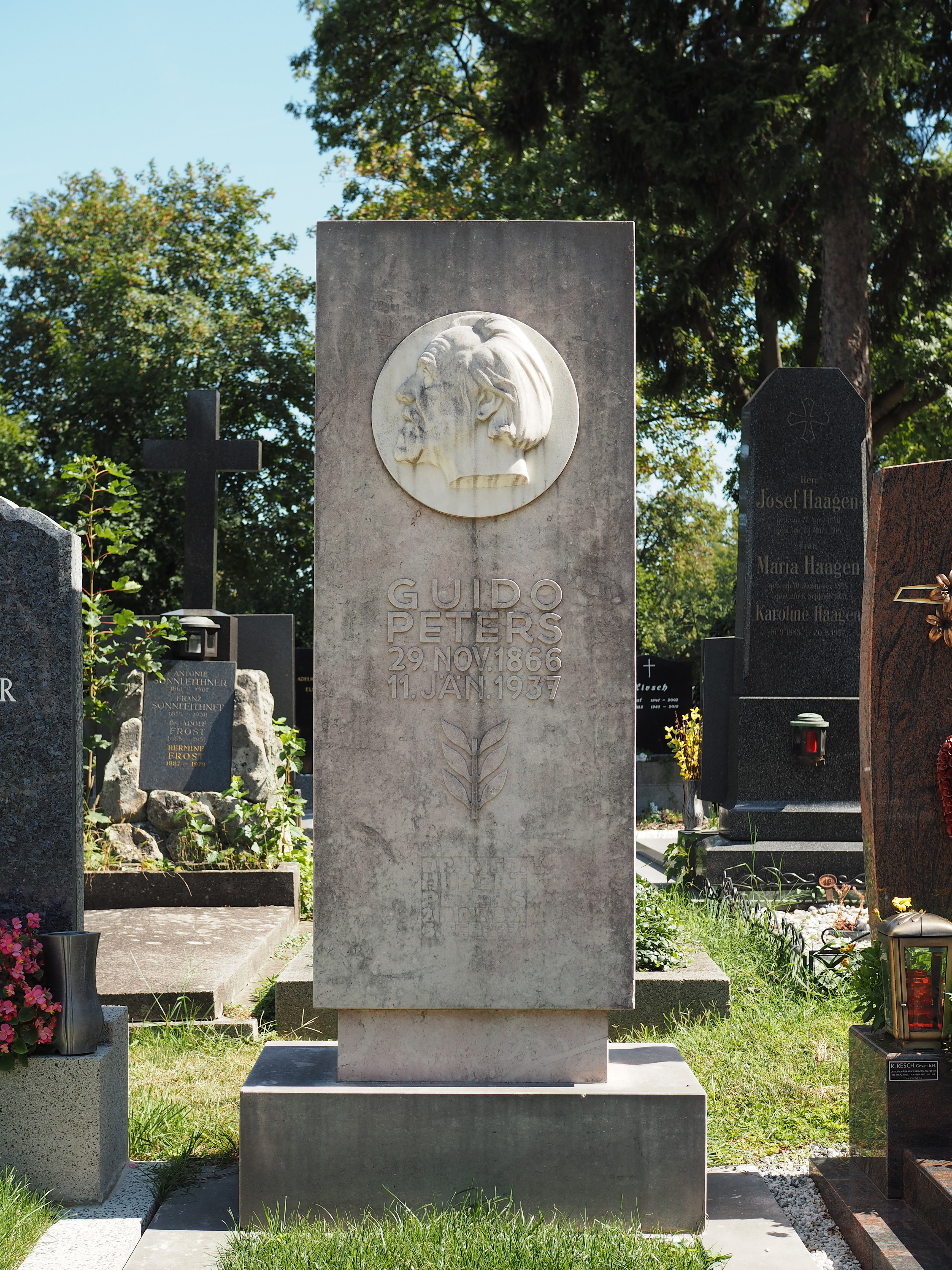
Guido Peters’ Grabstätte

Guido Peters (* 29. November 1866 in Graz; † 11. Januar 1937 in Wien) war ein österreichischer Komponist und Pianist.

## Biografie
Guido Peters studierte von 1875 bis 1882 am Konservatorium bei Wilhelm Schenner und Julius Epstein Klavier, bei Franz Krenn Musiktheorie, sowie bei Anton Bruckner an der Universität Wien. Er hörte Vorlesungen an der Universität Leipzig (1889–1891). Von 1897 bis 1901 war er Klavierlehrer beim Musikverein für Steiermark. Von 1901 bis 1903 lebte er in München, ab 1905 vorwiegend in Wien. Peters unternahm zahlreiche Konzertreisen, wobei er neben dem klassisch-romantischen Repertoire Werke Johann Sebastian Bachs interpretierte. 1921 und 1926 wurden zwei symphonische Werke Peters’ von den Wiener Philharmonikern aufgeführt. In den 1930er Jahren formierte sich in Wien eine „Guido Peters-Gemeinde“, ein Vertreter des Klassizismus. Er wurde in einem ehrenhalber gewidmeten Grab (30E-3-21) auf dem Wiener Zentralfriedhof beerdigt.

### Familie
Peters war der Sohn von Carl Ferdinand Peters (1825–1881) und Leopoldine Blumfeld (1839–1892). Einer seiner Halbbrüder war der Maler Otto Seraphim Peters.
Seine Urgroßtante Josephine geb. Hochsinger war dilettierende Sängerin und Dichterin und kam durch ihren Mann, den Hofrat Karl Peters in die Kreise des Fürsten Franz Joseph Maximilian von Lobkowitz und war in Kontakt mit Ludwig van Beethoven und Franz Schubert.